# Dubów (gmina)
Dubów – dawna gmina wiejska istniejąca w latach 1926–1954 w woj. lubelskim. Siedzibą gminy był Dubów.
Gmina Dubów powstała 22 stycznia 1926 roku w powiecie bialskim, w woj. lubelskim z zachodniej części zniesionej gminy Lubienka oraz z odległej ekskawy gminy Swory na granicy gmin Lubienka i Sitnik (obejmującej kolonię Grabarkę z lasem sworskim) i składała się z 10 wsi: Bielany, Burwin, Dubów, Janówka, Krasówka, Korczówka, Michałówka, Młyniec, Wola Dubowska, Wólka Korczowska. Podczas okupacji gmina należała do dystryktu lubelskiego (w Generalnym Gubernatorstwie).
Według stanu z dnia 1 lipca 1952 roku gmina Dubów składała się z 10 gromad. Jednostka została zniesiona 29 września 1954 roku wraz z reformą wprowadzającą gromady w miejsce gmin. Z obszaru gminy utworzono Gromadzkie Rady Narodowe w Burwinie i Dubowie. Po reaktywowaniu gmin z dniem 1 stycznia 1973 roku gminy Dubów nie przywrócono.
Poniższa tabela przedstawia uproszczony schemat częstych zmian dwóch podstawowych jednostek: południowo-wschodniej i północno-zachodniej, nie posiadających fizycznej łączności ze sobą przez obszar miasta Łomazy (przekształconego w 1870 w gminę Łomazy).
| Rok  | Gmina pd-wsch.   | Gmina pn-zach.    |
| ---- | ---------------- | ----------------- |
| 1868 | gmina Huszcza    | gmina Lubienka    |
| 1880 | gmina Lubienka   | gmina Lubienka    |
| 1921 | gmina Lubienka I | gmina Lubienka II |
| 1925 | gmina Lubienka   | gmina Lubienka    |
| 1926 | gmina Huszcza    | gmina Dubów       |